# Episodi di Van Helsing (quinta stagione)
La quinta e ultima stagione della serie televisiva Van Helsing è stata trasmessa in prima visione assoluta negli Stati Uniti d'America da Syfy dal 16 aprile al 25 giugno 2021.
In Italia, la stagione è stata pubblicata da Netflix il 16 luglio 2021.
| nº | Titolo originale   | Titolo italiano      | Prima TV USA   | Pubblicazione Italia |
| -- | ------------------ | -------------------- | -------------- | -------------------- |
| 1  | Past Tense         | Tempo passato        | 16 aprile 2021 | 16 luglio 2021       |
| 2  | Old Friends        | Vecchi amici         | 23 aprile 2021 | 16 luglio 2021       |
| 3  | Lumina intunecata  | Lumina intunecata    | 30 aprile 2021 | 16 luglio 2021       |
| 4  | State of the Union | Stato dell'Unione    | 7 maggio 2021  | 16 luglio 2021       |
| 5  | Sisterhunt         | Caccia alle sorelle  | 14 maggio 2021 | 16 luglio 2021       |
| 6  | Carpe Noctem       | Carpe noctem         | 21 maggio 2021 | 16 luglio 2021       |
| 7  | Graveyard Smash    | Scontro nella cripta | 28 maggio 2021 | 16 luglio 2021       |
| 8  | Deep Trouble       | Una miniera di guai  | 4 giugno 2021  | 16 luglio 2021       |
| 9  | The Doorway        | La porta             | 11 giugno 2021 | 16 luglio 2021       |
| 10 | "E Pluribus Unum   | E pluribus unum      | 18 giugno 2021 | 16 luglio 2021       |
| 11 | Undercover Mother  | Madre in incognito   | 18 giugno 2021 | 16 luglio 2021       |
| 12 | The Voices         | Le voci              | 18 giugno 2021 | 16 luglio 2021       |
| 13 | Novissima Solis    | Novissima Solis      | 25 giugno 2021 | 16 luglio 2021       |